# Болсингер, Джон
Джон Чарльз Болсингер (англ. John Charles Bolsinger; 17 сентября 1957, Спрингфилд, штат Орегон, США
 — 23 марта 1988, Спрингфилд, штат Орегон) — американский серийный убийца, совершивший серию из как минимум 4 убийств в период с 29 марта 1980 года по 27 февраля 1988 года на территории штатов Юта и Орегон. Настоящее количество жертв Болсингера неизвестно, так как он был разоблачен в 2022 году, спустя 34 года после своей смерти на основании ДНК-экспертизы.

## Биография
О ранних годах жизни Джона Болсингера известно крайне мало. Известно, что Джон родился 17 сентября 1957 года на территории города Спрингфилд (штат Орегон). Детство и юность Джон провел в городе Юджин (штат Орегон). Болсингер посещал школу «South Eugene High School», которую окончил в 1975 году. В конце 1970-х он покинул территорию штата Орегон и переехал в город Солт-Лейк-Сити (штат Юта).

## Убийство Кейси Соренсен
1 апреля 1980 года Джон Болсингер был арестован в Солт-Лейк-Сити полицией по обвинению в убийстве 33-летней Кейси Соренсен. Ее полностью обнаженное тело было обнаружено ее сожителем в спальне их квартиры лежащим на кровати и прикрытым простыней 28 марта того же года. Кейси Соренсен была задушена ремнем, который убийца оставил на ее шее. После убийства убийца похитил из квартиры стереосистему. В ходе осмотра места происшествия, полицией был обнаружен каталог, рекламирующий сексуальную атрибутику и две книги  жанра эротическая литература. В ходе расследования было установлено, что в последний раз женщина была замечена живой вечером 28 марта в одном из баров города под названием  «Bill's Lounge». На основании свидетельских показаний следовало, что Соренсен будучи в состоянии алкогольного опьянения пыталась познакомиться с рядом мужчин, после чего подошла к Джон Болсингеру, который также находился в баре и был занят игрой в бильярд. После знакомства, Соренсен стала подвергать Болсингера сексуальным домогательствам, после чего они оба покинули бар. Во время допроса, Болсингер вынуждено признал знакомство с убитой. Он заявил, что после того как они покинули бар - они явились в квартиру Кейси, где некоторое время слушали музыку, танцевали и употребляли алкогольные напитки, после чего занялись сексом. Болсингер утверждал, что во время полового акта, Соренсен прервала акт и предложила ему продолжить его с применением рискованной сексуальной практики — аутоэротической асфиксией, с использованием ремня в качестве средства, ограничивающего доступ кислорода к головному мозгу для усиления ощущений, связанных с сексуальной разрядкой, после чего накинула себе на шею ремень и попросила его затянуть. Болсингер признал, что после продолжения полового акта, удерживал затянутый шнур на шее Соренсен, а после окончания акта обнаружил что женщина была мертва.
Болсингер настаивал на том, что смерть Соренсен произошла в результате несчастного случая, но в конечном итоге он был признан виновным в совершении убийства второй степени сопряженным с сексуальным насилием и получил в качестве уголовного наказания пожизненное лишение свободы с правом условно-досрочного освобождения по отбытии 5 лет тюремного заключения. В 1985 году адвокаты Болсингера подали апелляцию. Результаты судебно-медицинской экспертизы показали, что Кейси Серенсен в момент смерти носила вагинальные противозачаточные средства. В ее половых органах присутствовала семенная жидкость, которая соответствовала группе крови Болсингера. Уровень алкоголя в ее крови составлял 0.22 ‰. Структурных повреждений шеи обнаружено не было. Подъязычная кость Кейси Соренсен не была сломана, а на ее гортани не было обнаружено повреждений. На шее убитой была обнаружена неглубокая странгуляционная борозда. Судебно-медицинский эксперт предположил высокую вероятность того, что смерть женщины наступила во время полового акта, так как закупорки кровеносных сосудов в самой верхней части ее груди обнаружено не было, что свидетельствовало о том, что жертва в момент смерти находилась снизу под половым партнером.
Болсингер отрицал факт изнасилования а его адвокаты предоставили суду ряд доказательств этого. В ходе судебно-медицинской экспертизы было установлено, что травм интимных зон или бедер жертвы обнаружено не было, а на месте убийства не было найдено следов борьбы, указывающих на насильственный характер полового акта. Сожитель Кейси Соренсен, Марк Энгер, свидетельствовал на суде, что убитая страдала алкогольной зависимостью, часто впадала в сильную депрессию и имела трудности с получением сексуального удовлетворения. Он признал, что они с Кейси изучали различные сексуальные практики, описанные в литературе, но никогда не занимались ничем подобным. В конечном итоге апелляция Болсингера была удовлетворена. Его приговор был отменен и ему было назначено новое судебное разбирательство. Впоследствии он был признан по обвинению в непреднамеренном убийстве. С учетом проведенного времени в тюремном заключении, Джон Болсингер в начале 1986 года получил условно-досрочное освобождение и вышел на свободу 7 марта 1986 года, после чего покинул территорию штата Юта и вернулся обратно в Спрингфилд.

## Смерть
После освобождения Болсингер вел криминальный образ жизни. 26 сентября 1986 года он был арестован по обвинению кражи со взломом. Жертва ограбления заявила, что при попытке позвонить в службу спасения, Болсингер совершил на нее нападение, пытаясь отобрать у нее телефон. Во время нападения женщина при помощи  телефона и фонарика оказала ожесточенное сопротивление, после чего Джон сбежал из дома с крадеными вещами, но был схвачен офицерами полиции рядом с домом. На допросе он  отрицал факт проникновения в дом и факт нападения на женщину. Он заявил, что подошел к дому, постучал в дверь, а затем ушел, так и не получив ответа. При дальнейших допросах он начал давать противоречивые показания, после чего заявил, что страдает амнезией. В конечном итоге он был осужден и получил в качестве уголовного наказания 5 лет лишения свободы. Из-за нарушения условий условно-досрочного освобождения 4 августа 1987 года он был экстрадирован на территорию штата Юта, где в одном из пенитенциарном учреждении продолжил отбывать свое уголовное наказание. 8 декабря 1987 года он вышел на свободу, снова получив условно-досрочное освобождение, после чего вернулся на территорию штата Орегон и переехал в город Юджин, где с целью покончить криминальный образ жизни 11 декабря 1987 года поступил в двухгодичный общественный колледж «Lane Community College», где он вскоре приступил к занятиям во время зимнего семестра.
В марте 1988 года он бросил занятия в колледже и вернулся в Спрингфилд, где 23 марта того-же года Джон Чарльз Болсингер был обнаружен мертвым в своем доме. В ходе расследования инцидента следов борьбы и присутствия посторонних людей в его доме обнаружено не было, после чего причиной его смерти было объявлено самоубийство.

## Последующие события и разоблачение в серийных убийствах
2 февраля 2022 года Джон Болсингер был объявлен виновным в совершении убийств 62-летней Глэдис Мэй Хенсли, 33-летней Дженис Мэри Дикинсон и 73-летней Джеральдин Спенсер Тухи. Все три женщины подверглись нападению, во время которого были изнасилованы и задушены на территории города Юджин.
62-летняя Глэдис Хенсли проживала в жилом комплексе под названием «Parkview Terrace». Ее тело было обнаружено  мертвым 5 июня 1986 года управляющим комплексом после того как одна из ее подруг забеспокоилась, потому как ее не видели уже несколько дней. В ходе расследования было установлено, что убийца  проник внутрь квартиры, разрезав сетку незапертого окна, после чего совершил нападение на хозяйку квартиры, в ходе которого изнасиловал и задушил ее. После совершения убийства он похитил из квартиры деньги, драгоценности и другие вещи, представляющие материальную ценность. За несколько дней до этого еще одна квартира в комплексе была ограблена таким же образом, были украдены драгоценности и личные вещи, была совершена попытка поджога квартиры, но хозяина в квартире в тот день дома не оказалось. Представители полиции заявили, что Хенсли, вероятно была убита днем ранее, 4 июня 1986 года. 
Через две недели была убита 33-летняя Дженис Дикинсон. Ее труп было найден 19 июня 1986 года на лужайке за одним из местных автосалонов. В ходе расследования полиция установила, что Дикинсон вероятно встретила своего убийцу на набережной, которая круто спускалась с межштатной автомагистрали I-105. По версии следствия убийца совершил нападение на жертву на набережной, где были обнаружены следы крови и борьбы, после чего убил ее и сбросил ее труп на лужайке позади автосалона. Жертва перед смертью подверглась сексуальному насилию и была обнаружена частично раздетой. 
28 февраля 1988 года было обнаружено тело 73-летней Джеральдин Тухи. В ходе расследования полиция обнаружила следы проникновения на территорию дома со взломом и установила, что пожилая женщина перед смертью была также подвергнута изнасилованию. Сестра убитой заявила полиции, что в последний раз она разговаривала с ней по телефону за день до обнаружения тела, когда телефонная связь оборвалась. В ходе осмотра дома, следователи установили, что перед совершением нападения преступник перерезал телефонный провод на территории дома. 
В ходе расследования всех убийств личность преступника не был установлена, пока анализ ДНК семенной жидкости, проведенный в 2000-м году не подтвердил, что все три женщины были убиты одним и тем же человеком. Благодаря новым технологиям очередной виток в расследовании произошел в 2016 году, когда детективы по нераскрытым делам объединились со службой судебно-генеалогической экспертизы «Parabon Nanolabs», базирующейся на территории штата Виргиния, которая работает над раскрытием нераскрытых дел используя результаты ДНК-экспертиз. Используя ДНК преступника, эксперты-криминалисты воссоздали его предположительную внешность. Изображение было опубликовано полицией в 2018 году в надежде, что оно привлечет внимание жителей Юджина и других городов штата Орегон. Подразделение по расследованию насильственных преступлений Департамента полиции города Юджина создало специальную телефонную линию, после чего было получено более 100 сообщений от жителей города, которые были рассмотрены детективами, но все предоставленные имена предполагаемых преступников в сообщениях были исключены из числа подозреваемых.
Только феврале 2022 года Болсингер был идентифицирован с помощью публичных сайтов генетической генеалогии. Специалистам по генеалогии удалось сузить круг подозреваемых  до четырех человек, прежде чем единственным подозреваемым остался Джон, чей генотипический профиль совпал с генотипическим профилем убийцы женщин. После разоблачения Джона Болсингера следствие также смогло предъявить косвенные свидетельства его причастности к совершении серийных убийств. Первое убийство было совершено через три месяца после того как Болсингер был освобожден из тюрьмы в марте 1986 года. Убийства прекратились после того, как Болсингер был арестован в сентябре того же года по обвинению в совершении ограбления, и возобновились в 1988 году  после того как Болсингер получил условно-досрочное освобождение. Во время расследования убийства Джеральдин Тухи, полицией был найден свидетель, который в ходе показаний описал детали внешности преступника, на основании чего был составлен его фоторобот, который был опубликован в общественных местах Юджина 5 марта 1988 года. Джон Болсингер очень хорошо соответствовал фотороботу, вследствие чего по версии правоохранительных органов  в дальнейшие дни Болсингер покинул Юджин, вернулся в Спринфилд, впал в депрессию и находился в стрессовой, психотравмирующей ситуации, по причине чего совершил самоубийство. Впоследствии Департамент полиции города Юджин обратился к жителям городов штата Орегон, которые в разные годы были знакомы с Джоном, и создал специальную телефонную с целью установить неизвестные следствию подробности жизни Джона Болсингера, географию его перемещений, масштаб его деятельности и настоящее количество его жертв.